# Letícia Lanz
Letícia Lanz (Belo Horizonte, 22 de octubre de 1951) es una psicoanalista, economista y conferenciante brasileña.
Se dio a conocer por su historia de transición de género a los 50 años, tras sufrir un infarto, historia que cuenta en su libro La construcción de mí misma.

## Biografía
Se casó en 1977, tiene tres hijos y cinco nietos. Es especialista en Género y Sexualidad por la Universidad Estatal de Río de Janeiro y máster en Sociología por la Universidad Federal de Paraná. También es licenciada en Economía y máster en Administración de Empresas por la Universidad Federal de Minas Gerais.
Durante 30 años ha trabajado como consultora en las áreas de Recursos Humanos y Gestión y Desarrollo de Equipos en organizaciones públicas y privadas en Brasil y en el extranjero. También es miembro de la Comisión de Diversidad Sexual y de Género del Colegio de Abogados de Brasil en Paraná.
Fue una de las fundadoras de la Asociación Brasileña de Transexuales (ABRAT) y su primera presidenta. También creó el Movimiento  Transgénero, que representa a una parte significativa de la población transexual de Brasil. Desde 2006, mantiene el Archivo Transgénero, uno de los sitios web más visitados en portugués sobre cuestiones transgénero, identidad de género y diversidad.
En 2013, fue la primera persona en recibir el Premio Cláudia Wonder, concedido por organizaciones que defienden a las personas transgénero en São Paulo. Al año siguiente, se convirtió en la primera persona transgénero en obtener un máster.
En 2016, apareció en el programa Liberdade de Gênero, de GNT. En 2020, se postuló a la alcaldía de Curitiba por el PSOL.